# José Manuel Freidel
José Manuel Freidel Correa (Santa Bárbara, 24 de septiembre de 1951-Medellín, 28 de septiembre de 1990) fue un dramaturgo, escritor, director y actor de teatro colombiano.

## Biografía
Nació en el municipio de Santa Bárbara, Antioquia, el 24 de septiembre de 1951. Su vida transcurrió en Medellín. Sus padres fueron: Ernesto Freidel Vásquez, maestro de colegio, quien luego eligió el derecho como profesión y Justina Correa Restrepo quien en su juventud trabajó como telegrafista (oficio heredado de la madre) y más tarde se hizo contadora. Tuvo tres hermanos, María Cristina, Juan Ricardo y Rafael Diego. Vivió con su familia y por largos años con su abuela paterna Eduviges, a quien llamaba “mi divina poza de sabiduría”.
Cursó la carrera de derecho en la Universidad de Medellín donde dirigió los grupos experimentales de teatro El Grupo y a.e.i.o.u. (1971-1975) Abandonó las leyes en tercer año, para dedicarse de lleno al teatro.  
Después de su etapa universitaria vino la creación de un grupo independiente que se llamó por años La Fanfarria Teatro y Títeres (1975) Que funcionó en el barrio Villa Hermosa de la ciudad de Medellín. Allí escribe la que se considera como la fundación de su dramaturgia, Amantina o la historia de un desamor, ese mismo año. Obra, que contenía con los rasgos poéticos, de estilo y lenguaje que marcarían sus posteriores montajes.  
Trabajó paralelamente desde 1983 como director de los grupos de proyección de la Escuela Popular de Artes de Medellín (EPA) y  de la Universidad Nacional de Colombia en la sede Medellín.  
En 1987 el grupo se traslada a nueva sede y para 1988 La Fanfarria Teatro se constituye como la Ex-Fanfarria Teatro, espacio en el que Freidel estrenó la mayoría de sus obras.
Escribió y dirigió obras dramáticas, muchas de ellas enmarcadas en episodios de la historia del país, monólogos, romances, versiones libres de otros textos, obras infantiles, obras experimentales, de lenguajes no verbales y relatos.  Escribió más de 40 textos, algunos de los cuales se publicarían después de su trágica muerte, como homenajes y reconocimientos póstumos.
Su vida y su escritura estuvieron signadas por un ritmo arrollador, hasta que en la noche del 28 de septiembre de 1990, tras salir de ensayar con sus actores El padre Casafús (Que fue estrenada los días siguientes como homenaje), fue asesinado de manera violenta. Dos días después apareció como un NN.  Murió como uno de los personajes de su obra Avatares: Efraín el policía -asesinado por un sicario y hallado también como NN-.  El manuscrito de este texto lo llevaba en su mochila la noche de su muerte.
José Manuel fue un imán que atrajo a muchos actores y actrices, a poetas, músicos, artistas plásticos y realizadores que comulgaban con su estética y sus propuestas transgresoras y de vanguardia para esos momentos. Todos ellos fueron esenciales en sus procesos de creación, les escribió y dedicó textos y personajes y lo más importante,  siempre los  hizo partícipes y  co-creadores.
La Ex-Fanfarria siguió existiendo, después de la muerte de José Manuel, gracias al empeño de Nora Quintero, Fernando Zapata (1956-2020), Ramiro Tejada (1951-2019) y Beatriz Hernández. En otra sede cercana a la anterior, funcionó el grupo, hasta que en el año 2016, cerró sus puertas por las dificultades financieras y de gestión, que llevaron a muchas otras salas independientes del país a tomar la misma decisión.

## Sobre sus obras
Sus obras y montajes conforman un opus teatral de inmensa riqueza textual, plástica y visual. Un conjunto de creaciones que revelan la genialidad del autor, sus incesantes y audaces búsquedas en los lenguajes de la escena. La realidad del país, la que le tocó vivir y momentos del pasado lo inspiraban y lo conmovían profundamente; por esta razón en muchos de sus textos la ficción teatral está enmarcada en episodios de la historia del país. En una obra como Los infortunios de La Bella Otero y otras desdichas  la historia de una mujer de comarca obligada a prostituirse es a la par la historia de las improntas de la guerra de los mil días. En el monólogo ¡Ay! días Chiqui. un travesti que conjuga un habla muy propia y divertida, con reflexiones agudas sobre su género, el autor logra plasmar una visión crítica de las llamadas limpiezas sociales de los años ochenta que se hacían como oscuros asesinatos contra homosexuales y travestis. Los críticos y estudiosos coinciden en destacar y valorar en las obras de Freidel diversos aspectos, entre ellos: la poética del lenguaje y las muchas hibridaciones que propuso, las metáforas contundentes sobre el país y sobre dimensiones íntimas como la soledad, el abandono, el hambre, el desamor, la nostalgia por el pasado, el erotismo, así como la incursión en muchos géneros. En sus obras se conjugan con belleza, refinamiento y profundidad, lo social, lo íntimo y lo existencial. Lo que Freidel logró plantear con sus obras y sus posturas artísticas fue transformador y contundente frente a un teatro en extremo panfletario y esquemático, que predominaba en esas décadas. Su legado sigue vivo y ha dejado honda huella en la escena nacional y latinoamericana. 
"Cuchillos filosos y deslumbrantes siempre desenfundados rompieron la tranquilidad de los estatutos establecidos hasta hacernos creer a muchos que habíamos descubierto a un lobo que con razón se tragaba en cada discurso las mansas ovejas de un arte que por no revelarse se había convertido en manifiesto empobrecido de la realidad y de la vida misma"

## Obras

##### Obras Iniciales conEl grupoen laUniversidad de Medellín
- Las medallas del general (1971)
- Desenredando (1973)

##### Como director del grupo de teatroa.e.i.o.u.de laUniversidad de Medellín
- aeiou (1975)
- Los duraznos son duros de roer, ¿verdad Clotilda? (1976)

##### ConLaFanfarria Teatro(luegoEx-Fanfarria)
- Amantina o la Historia de un desamor (1975)

- Cuatro sonajas de Fierro (1977)
- Tragedia en tres actos del sapo desdichado (1978)
- Las arpías (1981) Bogotá, (1982) Medellín.
- Delirio a Duo (Eugene Ionesco) (1982)
- Los infortunios de la Bella Otero y otras desdichas (1983 – 1985)

- En casa de Irene (1984)
- Romance del Bacán y la Maleva (1985)
- Monólogo para una actriz triste (1986)
- Las Burguesas de la Calle Menor (1986)
- Ay días, Chiqui (1987)

- La Lavandera (1987)
- Amantina o la Historia de un desamor (1987) (Segunda versión )
- Soledad quiere bailar (1988)
- Contratiempos (1988)
- La visita (1988)

- Tribulaciones de un Abogado que quiso ser actor o El oloroso caso de la manzana verde (1989)
- Las tardes de Manuela (1989)
- El padre Casafús o Luterito (adaptación de la novela deTomás Carrasquilla). (1990)
- ¡Oh! Teatro (1989) (en montaje)
- Avatares (1990) (en preparación)

##### Con laEscuela Popular de Arte(E.P.A.)y laUniversidad Nacional de Colombia, sede Medellín
- Ciudad Ciudad (1983)
- La Fábula de Hortensia, la flor más petulante y tal vez la más perversa (1984)

- Hamlet, en este país de ratas retóricas (1985)
- Romance de la Bella Berta y Berto el Bandido (1986)
- Sobre las cosas sucedidas a bordo de la goleta Banbury (adaptación de la novela de Witold Gombrowicz) (1988)
- El castillo Huzmer (1989)
- 24 horas en la vida de K. (1989)

- El balcón (de Jean Genet) En montaje.

##### Dirigiendo el grupo de teatro de laUniversidad Nacional de Colombia, sede Medellín
- Mataron a Susi (1985)
- Una raya en la vida de Lucrecia (1986)

- La velada de las Luisas (1987)
- Aquí no pasa nada (1988)
- Carbono o la Muñeca torpe (1989)
- La ratita gris (1990)

##### Publicados en vida, enEdicionesOtras Palabraspor Ómar Rincón
- Los infortunios de la Bella Otero y otras desdichas (1985)

- La Lavandera (1987)
- El Árbol de la casa de las muchachas flor y otros romances (1988)

##### En la RevistaOtras palabras
- Estebana la amante (1985)
- Irene, trenza de agua (1985)

- Berta Alondra (1985)
- Reían algas en su mirar (1987)

##### Deja inédito el libro de cuentos
- Irene, trenza de agua (1980 y 1982)

##### Al momento de su muerte, estaba próximo a estrenar
- ¡Oh! Teatro
- Avatares
- La ratita gris (que terminó de escribir su madre)